# Hamarkameratene 1993
Questa pagina raccoglie i dati riguardanti lo Hamarkameratene nelle competizioni ufficiali della stagione 1993.

## Stagione
Lo HamKam chiuse il campionato al quinto posto finale. L'avventura in Coppa di Norvegia, invece, si chiuse ai quarti di finale, con l'eliminazione per mano dello Strømsgodset. Il giocatore più utilizzato in campionato fu Heine Jenssen, con 22 presenze; mentre il miglior marcatore fu Petter Belsvik con 16 reti

## Rosa
| N. |                     | Ruolo | Calciatore       |
| -- | ------------------- | ----- | ---------------- |
|    | Norvegia (bandiera) | P     | Morten Svalstad  |
|    | Norvegia (bandiera) | P     | André Ulla       |
|    | Norvegia (bandiera) | D     | Amund Bjørke     |
|    | Norvegia (bandiera) | D     | Cato Erstad      |
|    | Norvegia (bandiera) | D     | Ståle Gundrosen  |
|    | Norvegia (bandiera) | D     | Stian Hagelund   |
|    | Norvegia (bandiera) | D     | Tom Henning Hovi |
|    | Norvegia (bandiera) | D     | Heine Jenssen    |
|    | Norvegia (bandiera) | D     | Kai Kristiansen  |
|    | Norvegia (bandiera) | D     | Leif Nordli      |
|    | Norvegia (bandiera) | D     | Ronny Pedersen   |

| N. |                     | Ruolo | Calciatore           |
| -- | ------------------- | ----- | -------------------- |
|    | Norvegia (bandiera) | C     | Roger Andersen       |
|    | Norvegia (bandiera) | C     | Knut Erik Folland    |
|    | Norvegia (bandiera) | C     | Rolf Furuly          |
|    | Norvegia (bandiera) | C     | Jon Eirik Ødegaard   |
|    | Norvegia (bandiera) | C     | Vegard Skogheim      |
|    | Norvegia (bandiera) | C     | Ståle Solbakken      |
|    | Norvegia (bandiera) | A     | Petter Belsvik       |
|    | Norvegia (bandiera) | A     | Ola Brenden          |
|    | Norvegia (bandiera) | A     | Stein Arne Ingelstad |
|    | Norvegia (bandiera) | A     | Sven Erik Sætre      |

## Calciomercato

### Sessione invernale
| Acquisti | Acquisti | Acquisti | Acquisti |
| R.       | Nome     | da       | Modalità |
| -------- | -------- | -------- | -------- |

| Cessioni | Cessioni         | Cessioni         | Cessioni   |
| R.       | Nome             | a                | Modalità   |
| -------- | ---------------- | ---------------- | ---------- |
| D        | Stig Bjørnø      |                  | svincolato |
| D        | Terje Kojedal    |                  | ritiro     |
| D        | Jan Erlend Kruse | Averøykameratene | definitivo |
| C        | Marvin Arnesen   |                  | svincolato |
| C        | Erling Ytterland | Aalesund         | definitivo |
| A        | Arve Svorkmo     | Byåsen           | definitivo |

### Sessione estiva
| Acquisti | Acquisti | Acquisti | Acquisti |
| R.       | Nome     | da       | Modalità |
| -------- | -------- | -------- | -------- |

| Cessioni | Cessioni | Cessioni | Cessioni |
| R.       | Nome     | a        | Modalità |
| -------- | -------- | -------- | -------- |

## Risultati

### Eliteserien

#### Girone di andata
| Arbitro: | Halle |

|                  |           |              |
| Soltvedt 1’, 20’ | Marcatori | 57’ Skogheim |

| Arbitro: | Thorp |

|             |           |             |
| Belsvik 62’ | Marcatori | 71’ Sundgot |

| Arbitro: | Ditlefsen |

|                                      |           |  |
| Bjørkan 41’ R. Berg 53’ Staurvik 73’ | Marcatori |  |

| Arbitro: | Kjensli (Oslo) |

|             |           |  |
| Belsvik 71’ | Marcatori |  |

| Arbitro: | Hollung |

|                                                                       |           |             |
| Østenstad 37’, 51’, 88’ Pedersen 49’ Storvik 81’ Solberg 83’ Aase 87’ | Marcatori | 21’ Belsvik |

| Arbitro: | Rogstad |

|                                        |           |           |
| Sætre 62’ Kristiansen 69’ Skogheim 87’ | Marcatori | 29’ Holte |

| Arbitro: | Pedersen (Jeløy) |

|                             |           |                           |
| Sørloth 6’ Johnsen 60’, 62’ | Marcatori | 49’ Ødegaard 81’ Skogheim |

| Arbitro: | Øvrebø (Oslo) |

|                            |           |                              |
| Belsvik 51’, 62’, 83’, 90’ | Marcatori | 9’, 34’ Mjelde 52’ Bergdølmo |

| Arbitro: | Halle |

|              |           |                    |
| Levernes 51’ | Marcatori | 43’, 90’ Ingelstad |

| Arbitro: | Johannessen |

|                    |           |  |
| Ingelstad 13’, 53’ | Marcatori |  |

| Arbitro: | Skjervold |

|  |           |               |
|  | Marcatori | 66’ Ingelstad |

#### Girone di ritorno
| Arbitro: | Singsaas |

|                                    |           |  |
| Jenssen 54’ Belsvik 62’ Erstad 90’ | Marcatori |  |

| Molde 1º agosto 1993, ore 18:00 13ª giornata | Molde    | 0 – 0 referto | HamKam | Molde Stadion (3.082 spett.)\| Arbitro: \| Pedersen \| |
| Arbitro:                                     | Pedersen |               |        |                                                        |

| Arbitro: | Aass |

|                     |           |             |
| Belsvik 6’ Hovi 32’ | Marcatori | 73’ Normark |

| Arbitro: | Pedersen |

|                         |           |  |
| Mykland 21’ Løvland 57’ | Marcatori |  |

| Arbitro: | Kjelbrott |

|                                |           |                                          |
| Skogheim 2’, 90’ Solbakken 20’ | Marcatori | 12’ Meinseth 50’ Østenstad 87’ Rannestad |

| Arbitro: | Haugstad |

|  |           |                                                          |
|  | Marcatori | 18’, 86’ Belsvik 34’, 75’ Skogheim 53’ Furuly 65’ Nordli |

| Arbitro: | Hermansen |

|                  |           |                                                     |
| Belsvik 33’, 38’ | Marcatori | 33’ Ingebrigtsen 62’ Leonhardsen 77’, 83’ Bergersen |

| Arbitro: | Larsgård |

|                              |           |  |
| Karlsson 10’ Gulbrandsen 26’ | Marcatori |  |

| Arbitro: | Kvam |

|            |           |                          |
| Furuly 68’ | Marcatori | 69’ Levernes 89’ Frigård |

| Arbitro: | Pedersen |

|                                    |           |           |
| Rushfeldt 60’, 63’, 85’ Nilsen 70’ | Marcatori | 36’ Sætre |

| Arbitro: | Kjelbrott |

|                                                     |           |  |
| Solbakken 26’, 76’ Belsvik 30’, 38’, 74’ Erstad 89’ | Marcatori |  |

### Coppa di Norvegia
|  | Lillehammer | 0 – 3 | HamKam |  |

|  | Nybergsund-Trysil | 2 – 3 | HamKam |  |

|  | HamKam | 1 – 0 | Fram Larvik |  |

|  | Eik-Tønsberg | 0 – 2 | HamKam |  |

|  | Strømsgodset | 2 – 1 | HamKam |  |

## Statistiche

### Statistiche di squadra
| Competizione      | Punti | In casa | In casa | In casa | In casa | In casa | In casa | In trasferta | In trasferta | In trasferta | In trasferta | In trasferta | In trasferta | Totale | Totale | Totale | Totale | Totale | Totale | DR |
| Competizione      | Punti | G       | V       | N       | P       | Gf      | Gs      | G            | V            | N            | P            | Gf           | Gs           | G      | V      | N      | P      | Gf     | Gs     | DR |
| ----------------- | ----- | ------- | ------- | ------- | ------- | ------- | ------- | ------------ | ------------ | ------------ | ------------ | ------------ | ------------ | ------ | ------ | ------ | ------ | ------ | ------ | -- |
| Eliteserien       | 33    | 11      | 7       | 2       | 2       | 28      | 15      | 11           | 3            | 1            | 7            | 14           | 24           | 22     | 10     | 3      | 9      | 42     | 39     | +3 |
| Coppa di Norvegia | -     | 1       | 1       | 0       | 0       | 1       | 0       | 4            | 3            | 0            | 1            | 9            | 4            | 5      | 4      | 0      | 1      | 10     | 4      | +6 |
| Totale            | -     | 12      | 8       | 2       | 2       | 29      | 15      | 15           | 6            | 1            | 8            | 23           | 28           | 27     | 14     | 3      | 10     | 52     | 43     | +9 |

### Statistiche dei giocatori
| Giocatore      | Eliteserien | Eliteserien | Coppa di Norvegia | Coppa di Norvegia | Totale   | Totale |
| Giocatore      | Presenze    | Reti        | Presenze          | Reti              | Presenze | Reti   |
| -------------- | ----------- | ----------- | ----------------- | ----------------- | -------- | ------ |
| R. Andersen    | 4           | 0           | ?                 | ?                 | 4+       | 0+     |
| P. Belsvik     | 21          | 16          | ?                 | ?                 | 21+      | 16+    |
| A. Bjørke      | 2           | 0           | ?                 | ?                 | 2+       | 0+     |
| C. Erstad      | 20          | 2           | ?                 | ?                 | 20+      | 2+     |
| K. Folland     | 6           | 0           | ?                 | ?                 | 6+       | 0+     |
| R. Furuly      | 20          | 2           | ?                 | ?                 | 20+      | 2+     |
| S. Hagelund    | 1           | 0           | ?                 | ?                 | 1+       | 0+     |
| T. Hovi        | 14          | 1           | ?                 | ?                 | 14+      | 1+     |
| S. Ingelstad   | 16          | 5           | ?                 | ?                 | 16+      | 5+     |
| H. Jenssen     | 22          | 1           | ?                 | ?                 | 22+      | 1+     |
| K. Kristiansen | 8           | 1           | ?                 | ?                 | 8+       | 1+     |
| L. Nordli      | 14          | 1           | ?                 | ?                 | 14+      | 1+     |
| J. Ødegaard    | 19          | 1           | ?                 | ?                 | 19+      | 1+     |
| R. Pedersen    | 20          | 0           | ?                 | ?                 | 20+      | 0+     |
| S. Sætre       | 21          | 2           | ?                 | ?                 | 21+      | 2+     |
| V. Skogheim    | 17          | 7           | ?                 | ?                 | 17+      | 7+     |
| S. Solbakken   | 18          | 3           | ?                 | ?                 | 18+      | 3+     |
| M. Svalstad    | 1           | 0           | ?                 | ?                 | 1+       | 0+     |
| A. Ulla        | 21          | 0           | ?                 | ?                 | 21+      | 0+     |